# Magdalena Białas
Magdalena Beata Białas, po mężu Sarna (ur. 28 września 1962 w Krakowie) – polska pływaczka, trener, olimpijka z Moskwy 1980.
Absolwentka warszawskiej AWF. Wielokrotna rekordzistka Polski zarówno na basenie 25 m, jak i na basenie 50 m.

## Osiągnięcia
- 1979 – 1. miejsce w Mistrzostwach Polski na 200 m stylem grzbietowym
- 1980 – 8. miejsce na Igrzyskach Olimpijskich na 400 m stylem zmiennym

## Rekordy życiowe

### Basen 25 m
- 100 m stylem grzbietowym – 1.05.88 (uzyskany 15.03.1979 w Puławach)
- 200 m stylem grzbietowym – 2.16.12 (uzyskany 18.03.1979 w Puławach)
- 200 m stylem zmiennym – 2.18.10 (uzyskany 18.03.1980 w Puławach)
- 400 m stylem zmiennym – 4.48.53 (uzyskany 15.03.1979 w Puławach)

### Basen 50 m
- 100 m stylem grzbietowym – 1.08.22 (uzyskany 31.07.1980 w Tarnowie)
- 200 m stylem grzbietowym – 2.19.70 (uzyskany 31.07.1979 w Oświęcimiu)
- 200 m stylem zmiennym – 2.21.46 (uzyskany 15.03.1980 w Warszawie)
- 400 m stylem zmiennym – 4.51.59 (uzyskany 26.07.1980 w Moskwie)